# (117256) 2004 SQ50
(117256) 2004 SQ50 es un asteroide perteneciente al cinturón de asteroides, descubierto el 22 de septiembre de 2004 por el equipo del Lincoln Near-Earth Asteroid Research desde el Laboratorio Lincoln, Socorro, Nuevo México.

## Designación y nombre
Designado provisionalmente como 2004 SQ50.

## Características orbitales
(117256) 2004 SQ50 está situado a una distancia media del Sol de 3,090 ua, pudiendo alejarse hasta 3,221 ua y acercarse hasta 2,960 ua. Su excentricidad es 0,042 y la inclinación orbital 9,004 grados. Emplea 1984,11 días en completar una órbita alrededor del Sol.
Los próximos acercamientos a la órbita de Júpiter ocurrirán el 31 de marzo de 2029, el 7 de marzo de 2069 y el 15 de mayo de 2129.
Pertenece a la familia de asteroides de (221) Eos.

## Características físicas
La magnitud absoluta de (117256) 2004 SQ50 es 14,91.